# In Your Eyes (песма Кајли Миног)
In Your Eyes је песма аустралијске певачице Кајли Миног. Објављена као сингл са њеног осмог студијског албума Fever у првој половини 2002. године, у издању дискографске куће Парлофон.

## Информација
Пемсу "In Your Eyes" написали су Миног, Ричард Станард, Џулијан Галахер и Аш Хоуз. Продуценти песме су Станард и Галахер. Песма је примила врло добре критике кад је објављена као други сингл са Миног осмог албума, Fever.
"In Your Eyes" је добила награду за најбољу данце песму на додели МТВ европских музичких награда 2002. године.

## Успех на топ листама
"In Your Eyes" објављена је као сингл 18. фебруара 2002. године. Сингл је требало је да буде издат у јануару, али издање је одгођено због велике популарности претходног сингла "Can't Get You Out of My Head". У Великој Британији, "In Your Eyes" завршила је на трећем месту званичне топ-листе, са продатих 164.800 примерака, те добила сребрну сертификацију. Песма се задржала на лествици 17 недеља. Такође је била аирплаи хит у Великој Британији, на тој лествици је постигла прво место. Песма је такође доспела на седмо место клупске листе.
Песма је постала хит у целој Европи, те Канади и Мексику, али није објављена у САД, јер је тамо "Can't Get You Out of My Head" била тек објављена. У Аустралији, "In Your Eyes" објављена је као што је било планирано 21. јануара 2002. године. Добила је златну сертификацију. Доспјела је на прво место аустралијске службене топ-листе и постала четврти сингл Миног који је доспео на то место од 2000. године.

## Формати и списак песама
Међународни CD сингл 1
1. "In Your Eyes" – 3:28
2. "Tightrope" – 4:29
3. "Good Like That" – 3:35

Међународни CD сингл 2
1. "In Your Eyes" – 3:28
2. "In Your Eyes" (Tha S Man's Release Mix) – 7:34
3. "In Your Eyes" (Jean Jacques Smoothie Mix) – 6:23

Аустралијски CD сингл 1
1. "In Your Eyes" – 3:28
2. "Never Spoken" – 3:18
3. "Harmony" – 4:15
4. "In Your Eyes" (Tha S Man's Release Mix) – 7:34

Аустралијски CD сингл 2
1. "In Your Eyes" – 3:28
2. "In Your Eyes" (Mr Bishi Mix) – 7:25
3. "In Your Eyes" (Jean Jacques Smoothie Mix) – 6:23
4. "In Your Eyes" (Saeed & Palesh Mix) – 8:40